# Rwimi
Rwimi – miasto w Ugandzie, w dystrykcie Bunyangabu.